# درنشتاينفورت
درن اشتاينفورت (بالألمانية: Drensteinfurt) هي بلدة ألمانية تقع في ألمانيا في فارندورف.  يقدر عدد سكانها بـ 15,259 نسمة .

## أعلام
- كريستوف برنهارد فون غالين